# Абу аль-Касим Ибн Джузайй аль-Кальби
Абу аль-Касим Мухаммад ибн Ахмад аль-Кальби, известный как Абу аль-Касим Ибн Джузайй (араб. أبو القاسم ابن جزي الكلبي‎; 17 февраля 1294, Гарната — 1340) — арабский богослов, поэт, комментатор Корана, правовед маликитского мазхаба. Автор книг по фикху, тафсиру, хадисам и каламу. Отец Абу Абдуллаха Ибн Джузайя аль-Кальби.

## Биография
Его полное имя: Абу аль-Касим Мухаммад ибн Ахмад ибн Мухаммад ибн Яхья ибн Юсуф ибн Абдуррахман ибн Джузайй аль-Кальби аль-Гирнати. Он родился 19 раби аль-авваля 693 года (17 февраля 1294 года) в Гранаде. По другой версии он родился 9 раби аль-ахиры (8/9 марта) того же года. Он является членом йеменского племени бану Кальб. Их предки пришли в Андалусию во время первых арабских завоеваний и поселились в Вельме, на юге Гранады
. Город, который Маккари называет Вельбе (Уэльва), расположен на юго-западе Ишбилие (Севильи). Дед его деда Яхья и его отец Абдуррахман Джайян были эмирами.
Ибн Джузайй получил образование в Гранаде. Он брал уроки у таких ученых Ибн аз-Зубейр ас-Сакафи, Ибн аль-Каммад, Ибн Русейд, Ибн аль-Муаззин, Ибн аш-Шат и др. У него учились такие учёные, как Лисану-д-дин Ибн аль-Хатиб, Ибн аль-Хасан ан-Нубахи, Ибн аль-Хашшаб и др. Обладая глубокими познаниями в фикхе, чтении Корана, тафсире, хадисах и арабском языке, Ибн Джузайй в молодом возрасте был назначен имамом-хатибом в Большой мечети Гранады. Он увлекался коллекционированием книг и имел большую библиотеку. В источниках утверждается, что он был общительным и обладал набожностью. Погиб в битве при Саладо (октябрь 1340).
Имел троих сыновей: Абу Абдуллаха Мухаммад ибн Мухаммад аль-Катиба (умер в 1356), Абу Бакра Ахмада ибн Мухаммада аль-Кади (умер в 1357) и Абу Мухаммада Абдуллаха ибн Мухаммада.

## Труды
Сохранилось несколько стихов Ибн Джузаййа, различные труды по фикху, тафсиру, хадисам и каламу. Среди них:
- аль-Каванин аль-фикхийя — краткая книга по сравнительному фикху (хиляфу). Разделена на две основные части, каждая из которых состоит из десяти книг и 100 глав, после введения в различных тем, связанных с принципами веры;
- Такбир аль-вусуль иля ‘ильм аль-усуль — краткая работа по методологии фикха;
- ат-Ташкиль ли ‘улюм ат-танзиль — одна из работ, связанных с толкованием Корана. После введения, которое включало словарь по истории, кораническим наукам и значениям некоторых слов, часто употребляемых в Коране, Ибн Джузайй разбирал каждый аят по очереди и довольствовался лишь толкованием слова и композиции, которые трудно понять. Автор затрагивал те вопросы, которым он придавал большое значение.
- аль-Анвар ас-санийя фи-ль-калимат ас-суниййа — краткий трактат, в котором собраны достоверные хадисы о поклонении (ибадат), вопросах фикха, на связанных с поклонением (муаммалят) и нравственности (адаб);
- ан-Нур аль-мубин фи каваиди ‘акаид ад-дин — один экземпляр находится в библиотеке аль-Карауин в Марокко;
- аз-Зарури фи ‘ильм ад-дин;
- Тасфият аль-кулюб фи-ль-вусуль иля хазрати Аллями аль-гаюб;
- аль-Мухтасар аль-бари фи кираати Нафи‘[8].

В источниках также упоминаются следующие работы: Василят аль-муслим фи тахзиб Сахих Муслим, ад-Дават ва-ль-азкар аль-мустахраджа мин сахих аль-ахбар, Усуль аль-курраи ас-ситта гайра Нафи‘, аль-Фаваид аль-амма фи ляхни аль-амма, Фахраса.